# 소숭망
소숭망(蕭崇望, ? ~ ?)은 중국 당나라 때 사람이다. 
《신당서(新唐書)》 〈재상세계(宰相世系)·소씨(蕭氏)〉에 따르면, 소숭망은 소환의 5세손, 즉 현손이고, 당나라 초기에 낙양령(洛陽令)이 되었다고 하였다.